# 아넬라
아넬라(Anela, 사르데냐어: Anèla)는 사르데냐의 이탈리아 섬 지역에 있는 사사리도의 코무네이다. 칼리아리에서 북쪽으로 약 140 킬로미터 (87 mi), 사사리 (사르데냐)에서 남동쪽으로 약 50 킬로미터 (31 mi) 떨어져 있다.
아넬라는 다음 지방 자치 단체와 접해 있다: 보노, 불테이, 누게두산니콜로.
고체아노의 가장 오래된 마을인 아넬라는 트레킹 관광에 매우 인기 있는 굴참나무 숲인 포레스트아넬라와 도무스 데 야나스 소스 푸리게소스로 알려져 있다.